# ドラゴン (ニホンザル)
ドラゴンは高崎山自然動物園で餌付けされていたニホンザルの固有名。B群第1位（11代ボスザル）であった。

## 概要
生まれつき右手の指は2本、左手の指は3本しかなかった。そのような不自由な手をしていたためか、若い頃のドラゴンは臆病であり、人が傍を通ると泣きそうになっていた。さらには電車に跳ねられたことで、右腕の肘から先を無くすことになった。線路わきで流血する右腕を舐めていたところを発見されるが、治療しようとしたところドラゴンは山へ逃げ去った。それから半年ほどは姿を見せることもなく、死んだものと考えられていたが、ドラゴンは一回り大きい体格になって戻ってきた。戻ってきたドラゴンに気弱さは見られず、群れの中で頭角を現して、やがてはボスザルの地位についた。
面倒見の良い性格をしており、群れの仲間のために戦う際には先頭で戦うことが常であった。群れの体調が悪い子ザルには母ザルと共にドラゴンも子ザルに寄り添って、餌の時間になって母ザルが餌を取りに行っても、ドラゴンは子ザルの元から離れることはなかった。一般的に雄ザルは自分の子を認識する感覚がなく、ドラゴンは父性を持った特異なサルであるとも言える。サルの天敵である野犬が現れた際には、群れのサルが餌を食べている間も自分は木の上に登り、野犬が近づいてこないか見張りをつとめたり、係の人間が近づいた際には威嚇を続けるなど責任感の強いボスザルであった。
このように責任感があることと、片腕という特徴があったため、ドラゴン目当てに高崎山自然動物園を訪れる人も多かった。
1997年1月11日に餌場で目撃されたのを最後にドラゴンは姿を見せなくなり、慣例に従って1か月後に死亡したものと判断された。
2023年に行われた「回顧高崎山70! 高崎山を彩った心に残るサル部門」ではベンツに次いで2位となった。